# Dănuț Lupu
Dănuț Lupu (n. Galați, Rumanía, 27 de febrero de 1967) es un exfutbolista rumano, que jugaba de mediocampista y militó en diversos clubes de Rumania, Grecia, Italia e Israel. Lupu también fue exjugador de hockey en su infancia.

## Clubes
| Club                   | País    | Año         |
| ---------------------- | ------- | ----------- |
| Dunărea Galați         | Rumania | 1985 - 1987 |
| Dinamo Bucarest        | Rumania | 1987 - 1990 |
| Panathinaikos          | Grecia  | 1990 - 1991 |
| PAS Korinthos          | Grecia  | 1991 - 1993 |
| OFI Creta              | Grecia  | 1993 - 1994 |
| Rapid Bucarest         | Rumania | 1994        |
| Brescia                | Italia  | 1994 - 1995 |
| Rapid Bucarest         | Rumania | 1995        |
| Dinamo Bucarest        | Rumania | 1995 - 1997 |
| Rapid Bucarest         | Rumania | 1997 - 2000 |
| Dinamo Bucarest        | Rumania | 2000 - 2001 |
| Hapoel Tzafririm Holon | Israel  | 2001        |

## Selección nacional
Lupu jugó 14 partidos internacionales, para la selección nacional rumana y no anotó goles. Participó en una sola Copa del Mundo FIFA, que fue en la edición de Italia 1990, donde la selección rumana, fue eliminada de ese mundial en Octavos de final, a manos de Irlanda mediante lanzamientos penales. Eso sí, Lupu solo jugó 2 de los 4 partidos, que su selección disputó en el Mundial de Italia 1990.

## Participaciones en Copas del Mundo
| Mundial                        | Sede   | Resultado        |
| ------------------------------ | ------ | ---------------- |
| Copa Mundial de Fútbol de 1990 | Italia | Octavos de final |